# Mohammad Ghasem

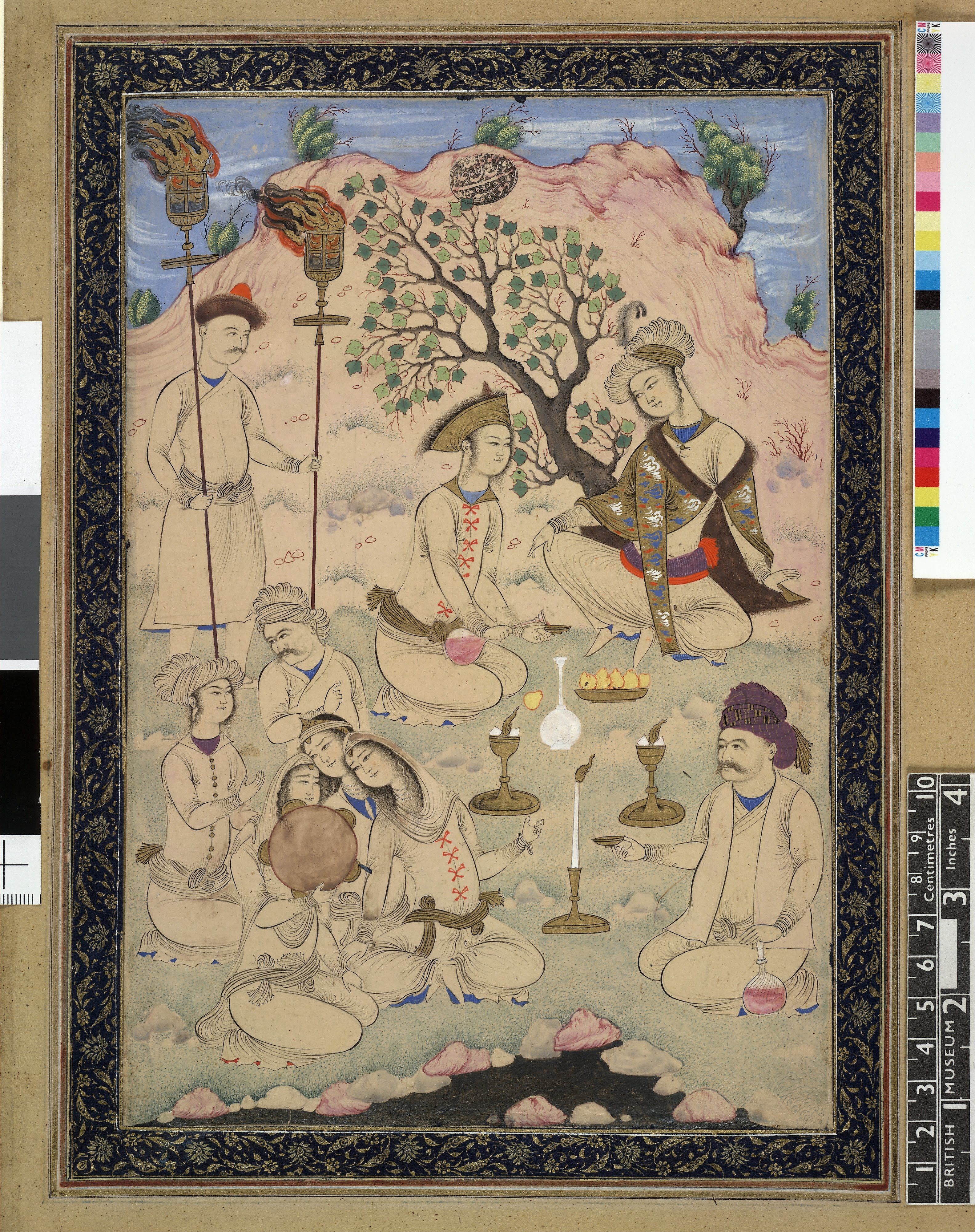
Nocny Piknik (atrybucja), Isfahan, ok. 1620-25. Muzeum Brytyjskie

Mohammad Ghasem, pers. محمد قاسم (albo Mohammad Ghasem Tebrizi) (ur. w Tebrize, data nieznana – zm. w 1659 w Isfahanie) – irański malarz i poeta epoki Safawidów.
Źródła literackie na jego temat ograniczają się do wzmianki w Ghissas al-Chaghani Walighuli Szamlu, który opisuje Mohammada Ghasema Tebriziego jako malarza i poetę, który zmarł i został pochowany w Isfahanie w roku 1659. Poza tym jeden z jego wierszy znalazł się w antologii Nasrabadiego, który wysławia go jako znakomitego artystę. Pomimo tego, że pisał wiersze, to nie poświęcał im zbyt wiele uwagi, koncentrując się na malarstwie. Z racji ubóstwa źródeł literackich najważniejszych informacji o artystycznym życiu Mohammada Ghasema dostarczają jego dzieła.
Jego najwcześniejsza sygnowana miniatura pochodzi z albumu (murakki) datowanego na 1589/90 (Topkapi, H. 2140, f. 33a), co sugeruje iż musiał urodzić się nie później niż w 1575. Jego wczesne prace pozostają całkowicie w ramach szkoły kazwińskiej. Stojący młodzieniec z kawałkiem materiału w ręce (Sackler Gallery, S. 86.0305) zdradza silne wpływy Sadeghi Bega – zarówno w posturze przedstawionej postaci, zakrzywionej jak S silhouette, jak i tła przedstawiającego pagórkowaty krajobraz pomalowany na złoto. Z kolei Młodzieniec w podbitym futrem płaszczu (Muzeum Wiktorii i Alberta, L. 6964–1980) w oczywisty sposób podąża za przykładem Sijawusza w przedstawianiu natury z wysokim horyzontem oraz wielkim drzewem jako prominentnymi elementami krajobrazu, które miały się znaleźć również w innych dziełach Mohammada Ghasema. Charakterystyczne są także irysy, pojawiające się w jego niemal każdym obrazie, oraz szczególna uwaga poświęcona troskliwie oddanym wielowarstwowym ubraniom postaci.

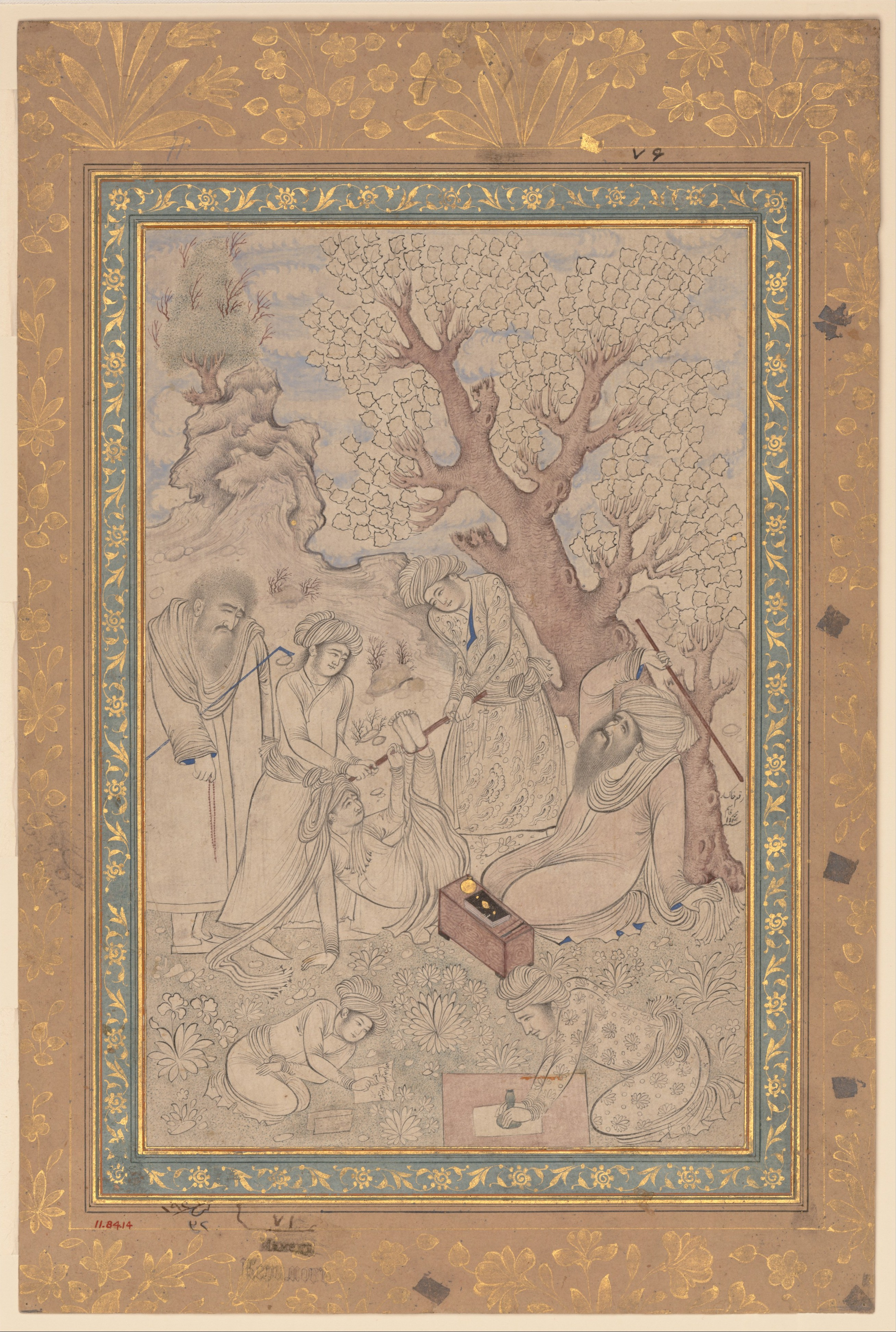
Karcenie ucznia, datowane na 1605/6. Metropolitan Museum of Art

W datowanym na 1605/6 Karceniu ucznia (zobacz ilustracja) mamy już do czynienia z dojrzałym dziełem artysty. Ta wieloosobowa kompozycja przedstawiająca wymierzanie bastonady charakteryzuje się energią i dynamizmem kresek, które łączą w jedno sylwetki uczestników i elementy krajobrazu. Wszystko jest nieco powiększone i przesadzone. Pojawia się tutaj rozbudowany krajobraz z wielkim drzewem i jego grubym pniem, tak samo jak pagórkami, oddanymi z zachowaniem trójwymiarowości. Inną innowacją obecną w tym rysunku, która miała stać się standardem zarówno w późniejszych dziełach Mohammada Ghasema jak i wielu innych artystów jest pierwszy plan oddany za pomocą drobnych pociągnięć lub punktów, pozostawiających „skryte” kwieciste krzewy. W sumie Karcenie ucznia, włącznie ze swoim dużym rozmiarem (24,5 x 16 cm), ma niemal wszystkie cechy późniejszych prac Mohammada Ghasema.
Wieloosobowe kompozycje rzadko pojawiają się w przypadku jednostronicowych perskich miniatur z pierwszej ćwierci XVII wieku (pośród dzieł Rezy znajduje się tylko jedna taka kompozycja, słynny dyptych Biesiadne spotkanie, Ermitaż, VР-740/18 i 1). Tymczasem Mohammad Ghasem stworzył kilka tego rodzaju miniatur – oprócz Karcenia ucznia są to m. in. przypisywani mu Chłopcy kradnący ptaki z gniazd (BM, 1964,0613,0.2) oraz Nocny Piknik (zobacz ilustracja). Chłopcy kradnący ptaki z gniazd to rysunek z elementami wykończonymi kolorami i złotem i artystycznymi środkami charakterystycznymi dla Mohammada Ghasema: skałami zarysowanymi czerwonymi pociągnięciami oraz pierwszym planem oddanym za pomocą wykonanych w jasnej zieleni kropek. Niebieskie niebo jest pokryte chmurami kryjącymi się w bieli zaś dwie trzecie kompozycji zajmuje wielkie, górujące nad wszystkimi postaciami drzewo z powykręcanymi gałęziami i jakby zaognionymi korzeniami. Podobnie jak w przypadku Karcenia ucznia scena jest oddana ze szczyptą humoru i jest pełna świetnie zaobserwowanych szczegółów.

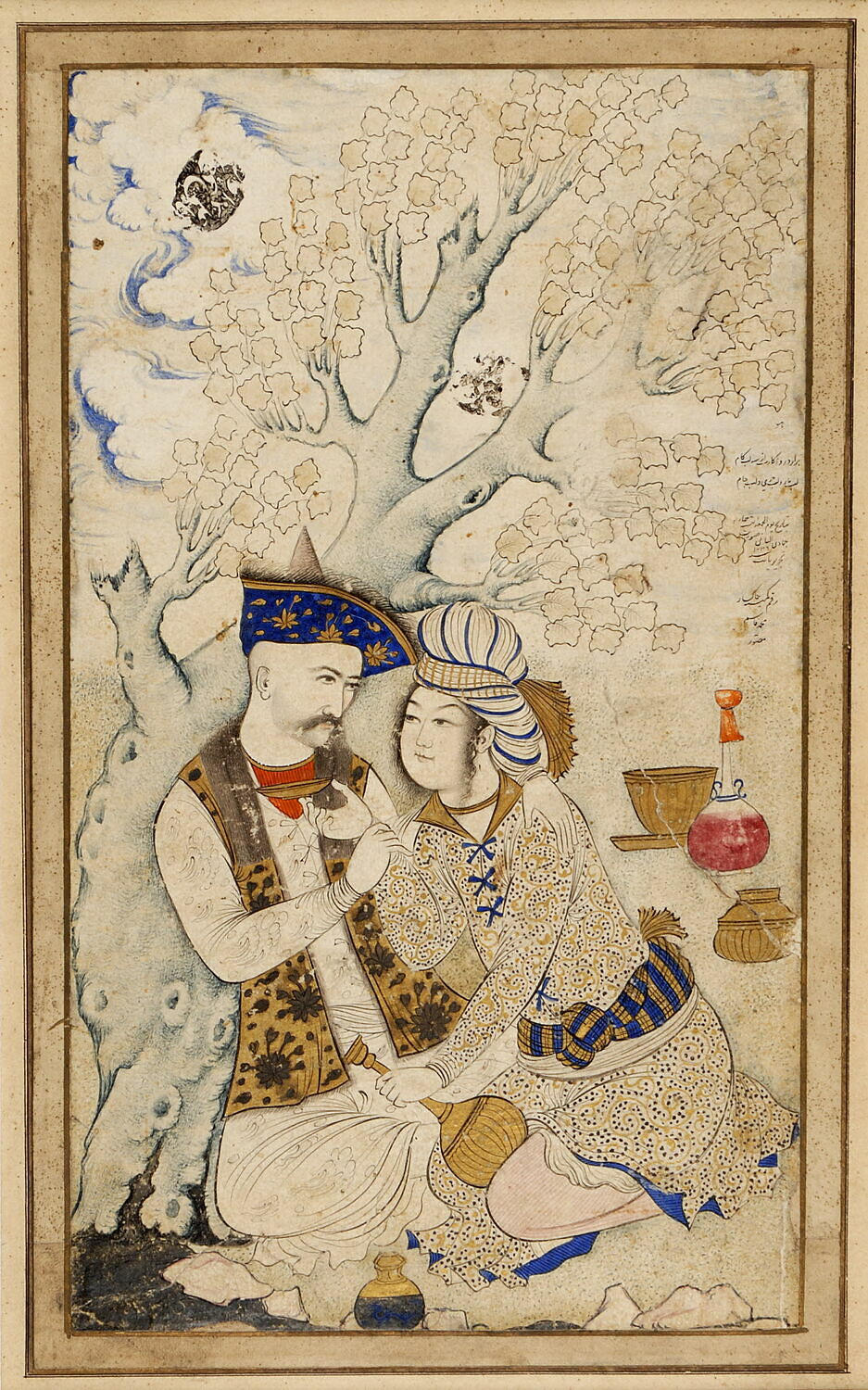
Szach Abbas z paziem, Isfahan, datowane na 10 lutego 1627. Luwr

Nocny piknik, inny rysunek wykończony akwarelą i złotem, posiada wiele cech stylu Mohammada Ghasema – pierwszy plan wykonany za pomocą techniki pointylistycznej, jego ulubiony motyw młodzieńca z płaszczem przerzuconym przez jedno ramię oraz grające kobiety o typowych dla jego obrazów rysach. Błękitne niebo jest pokryte białymi paskami namalowanych po europejsku chmur. Zgodnie z tradycją perskiego malarstwa na porę nocna wskazują jedynie płonące pochodnie i świece, poza tym cały obraz jest przedstawiony jak za dnia. Biesiadujący młodzieniec bez wątpienia jest królewskiej rangi i być może jest to Sam Mirza, późniejszy szach Safi. W momencie wykonania tej miniatury Mohammad Ghasem najprawdopodobniej pracował już w stołecznym Isfahanie, chociaż raczej nie przeniósł się tam wcześniej niż w latach 20. XVII wieku, na co wskazuje brak wzmianek o jego osobie we wcześniejszych tekstach Kadi Ahmeda i Eskandar Bega.
O tym że szukał zatrudnienia na królewskim dworze świadczy miniatura przedstawiająca Szacha Abbasa z paziem, datowana na 10 lutego 1627 (zobacz ilustracja). Jest ona wykonana w ulubionej technice Mohammada Ghasema – rysunku tuszem wykończonego akwarelą i złotem. Szach i jego paź są przedstawieni w intymnej pozie, ze złączonymi spojrzeniami, ale różnica statusu jest podkreślona zarówno przez samą wielkość postaci szacha, jak i jego umiejscowienie, gestykulację oraz ubranie. Szach spogląda na swojego pazia z góry zaglądając mu w oczy w sposób nie budzący wątpliwości co do jego autorytetu. Jest to jeden z niewielu portretów Abbasa wykonanych za jego życia. Nie wiemy czy ten dedykowany szachowi rysunek zapewnił Mohammadowi Ghasemowi pracę nadwornego artysty, ale znalazł się w królewskiej kolekcji, o czym świadczy umieszczona na nim pieczęć.

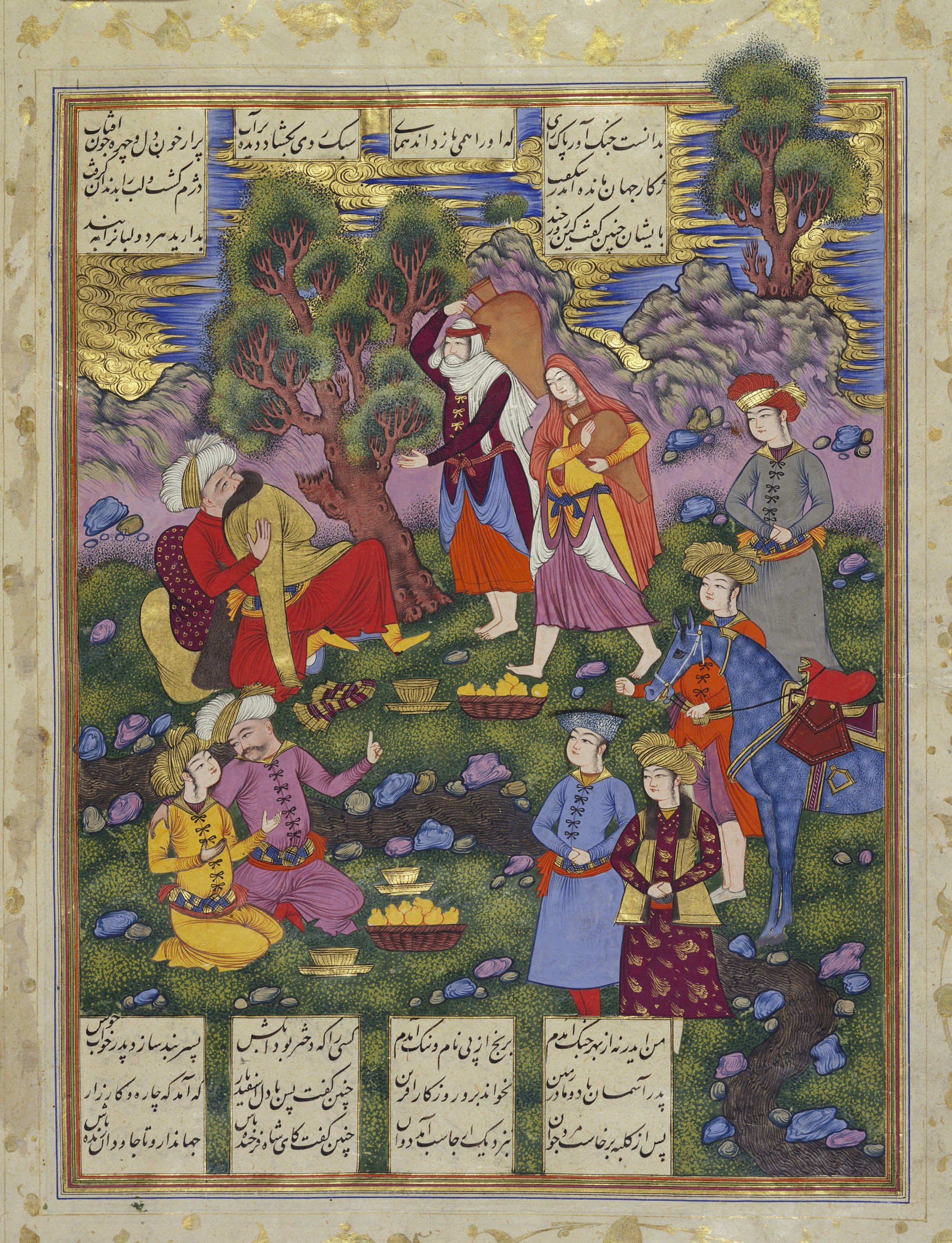
Esfandijar w przebraniu rozpoznany przez swoje siostry (atrybucja), miniatura z Szahname Windsorska, ok. 1648. Royal Collection

Najważniejszym patronem Mohammada Ghasema miał się jednak stać namiestnik Meszhedu Gharaczaghaj Chan (zm. 1625), przy czym po jego śmierci pracował on kolejno dla jego syna i wnuka. To właśnie dla rodu namiestników Meszhedu Mohammad Ghasem wykonał m. in. miniatury w rękopisie Farhad wa Szirin Wahszi Bafghiego (1636) oraz 42 miniatury w kopii Szahname znajdującej się obecnie w kolekcji brytyjskiej rodziny królewskiej (tzw. Szahname Windsorska, 1648). W przypadku miniatur z Szahname zwraca się uwagę szczególnie na dynamiczne, czasem niespokojne krajobrazy z ostrymi skałami, płonącymi drzewami i skłębionymi chmurami. Jak zauważył Robert Hillenbrand trudno znaleźć odpowiedniki zuchwałych harmonii barw tych bogatych krajobrazów, w których mająca trzy stulecia tradycja malowania natury zdaje się istnieć na granicy wygaśnięcia.

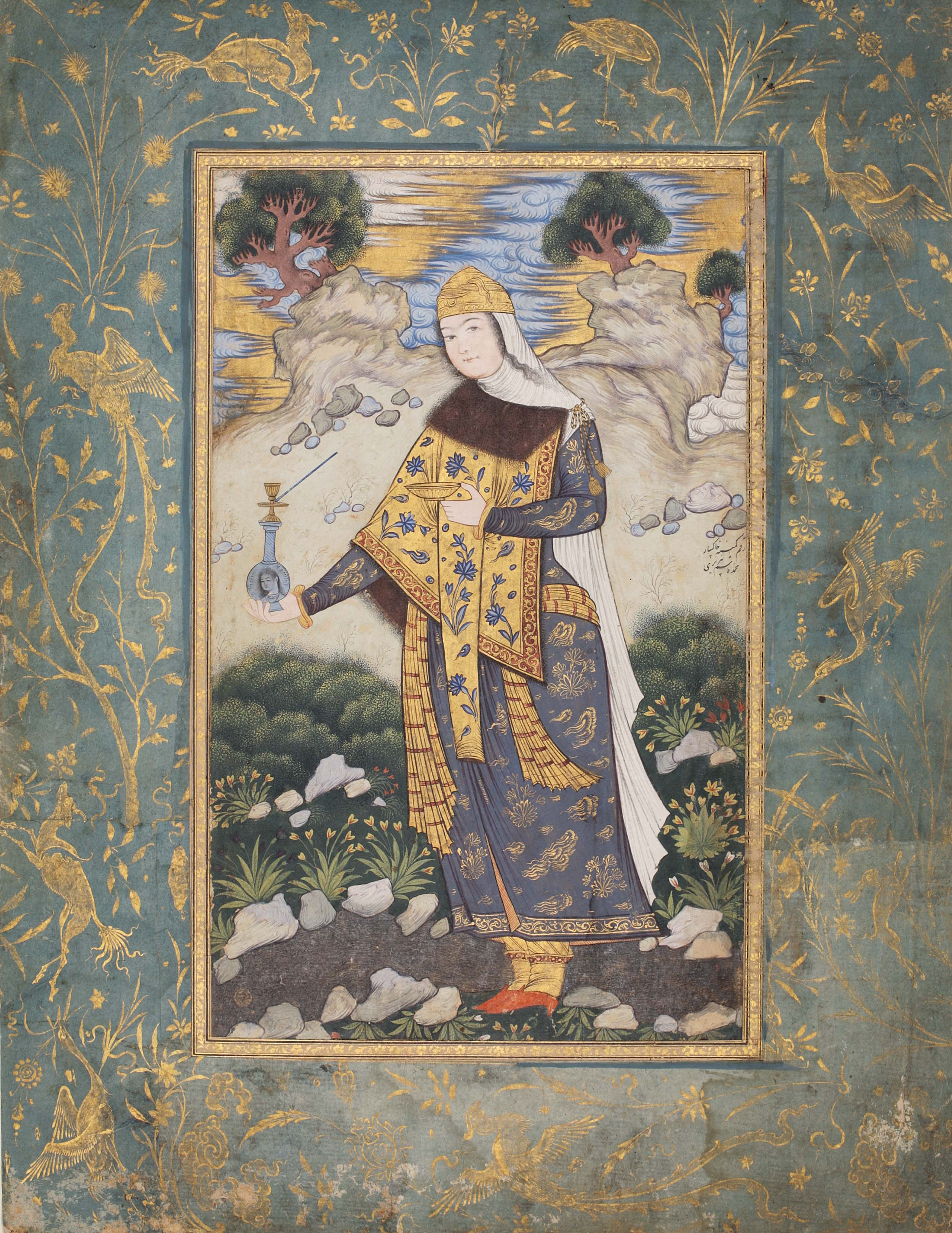
Kobieta przygotowująca sziszę, Isfahan, ok. 1640-50. The Nasser D. Khalili Collection of Islamic Art

Nie wiadomo czy pozostając w służbie rodu Gharaczaghaj Mohammad Ghasem przeniósł się do Meszhedu, czy tylko wysyłał tam swoje gotowe prace, rezydując nadal w Isfahanie. Pozostaje faktem, że w tym samym czasie nadal realizował zlecenia dla wielu klientów z Isfahanu, zaś w 1647 namalował kilka murali z przedstawieniami pojedynczych postaci oraz grupami na pikniku w komnacie przylegającej do sali audiencyjnej Czehel Sotun. Pomimo ilustrowania rękopisów i wykonywania murali Mohammad Ghasem pozostaje jednak najlepiej znany ze swoich jednostronicowych miniatur przedstawiających pojedynczą postać lub ich grupę. Jednym z jego ostatnich ważnych dzieł w tym gatunku jest Kobieta przygotowująca sziszę (zobacz ilustracja). Postać kobiety, ubrana we wspaniałą suknię z pozłacanego brokatu, dominuje nad rozbudowanym krajobrazem, stojąc w wystudiowanej pozie nad brzegiem srebrnego strumienia. Jej twarz jest lekko cieniowana, zaś jej oczy zwrócone na widza. W sumie miniatura ma wszystkie cechy paradnego portretu, stanowiąc kolejny krok na drodze do późniejszych portretów wykonywanych przez Szejcha Abbasiego i pierwszych obrazów olejnych wykonywanych pod koniec XVII wieku. Zwiększona rola krajobrazu to charakterystyczna cecha dzieł Mohammada Ghasema. 
W połowie XVII wieku Mohammad Ghasem był najważniejszym obok Mo‛en Mosawwera isfahańskim malarzem. Był znakomitym rysownikiem i wrażliwym kolorystą, który powtarzał kilka starannie kontrolowanych odcieni by uzyskać całościowy efekt równowagi i harmonii, ale jego eleganckie postaci są nieco statyczne, zaś krajobrazy pozostają jedynie tłem. Został pochowany na cmentarzu Tacht-e Folad w pobliżu mauzoleum sufiego Baby Rokn ad-Dina Sziraziego, w tradycyjnym miejscu pochówku artystów i ulemów.